# Правовстановлюючий документ
Правовстан́овлювальний докум́ент — документ, який посвідчує правовий зв'язок конкретного майна з особою його власника та складений у порядку, передбаченому законодавством.

## Види правовстановлювальних документів за законодавством України
Право власності посвідчується, зокрема, такими видами правовстановлювальних документів:
- нотаріально посвідченим договором купівлі-продажу,
- нотаріально посвідченим договором пожертви,
- нотаріально посвідченим договором довічного утримання (догляду),
- нотаріально посвідченим договором ренти,
- нотаріально посвідченим договором дарування,
- нотаріально посвідченим договором міни,
- спадковим договором;
- свідоцтвом про придбання арештованого нерухомого майна з публічних торгів (аукціонів);
- свідоцтвом про придбання заставленого майна на аукціоні (публічних торгах);
- свідоцтвом про право власності на об'єкти нерухомого майна;
- свідоцтвом про право на спадщину;
- свідоцтвом про право власності на частку в спільному майні подружжя;
- договором про поділ спадкового майна;
- договором про припинення права на утримання за умови набуття права на нерухоме майно;
- договором про припинення права на аліменти для дитини у зв'язку з передачею права власності на нерухоме майно;
- договором про виділення частки в натурі (поділ);
- іпотечним договором, договором про задоволення вимог іпотекодержателя, якщо умовами таких договорів передбачено передачу іпотекодержателю права власності на предмет іпотеки;
- рішенням суду;
- договором купівлі-продажу, зареєстрованим на біржі, укладеним відповідно до вимог законодавства тощо[1].

Право власності на земельну ділянку раніше посвідчувалося державним актом, а з 2013 року — даними державного земельного кадастру.